# Pro Pinball: Timeshock!
Pro Pinball Timeshock! es un juego de pinball desarrollado por la compañía Cunning Developments. Es la segunda entrega de la conocida franquicia de Empire, una de las marcas más importantes de creación de máquinas de pinball en formato físico. Asimismo, Timeshock forma parte de una trilogía, que empezó con Pro Pinball: The Web y termina con, Pro Pinball Fantastic Journey.

## Jugabilidad
Pro Pinball Timeshock es un juego de pínball, lo que significa que se dispone de un tablero sobre el que se desliza una bola. Mediante dos palancas, la idea es golpear la bola para que no caiga por el agujero, obteniendo puntuaciones extra al golpear la bola contra diferentes potenciadores.
En esta ocasión un científico ha roto por error un cristal del tiempo, creando una rotura que deberás arreglar. Para ello podrás viajar en el tiempo desde el pasado al presente, el futuro, la Edad Media o la Roma clásica. Tu objetivo es recuperar los ocho trozos del cristal roto para así volver al inicio de los tiempos y restaurar el orden de las cosas. 

## Características
- Viaja a través del tiempo: pasado, presente, futuro e incluso la prehistoria o la época romana. Esto afectará a los escenarios de forma activa.
- La bola se desliza de forma realista, simulando perfectamente a la de un pinball real, ondeándose y moviéndose por la tabla con fluidez en todo momento.
- Control rápido y accesible, adecuado a todo tipo de jugadores.
- Gráficos atractivos, bien diseñados, y jugando con las posibilidades que ofrece su premisa argumental.
- Disponible tanto en versión bidimensional (2D) como en tres dimensiones (3D), explotando los terminales en ambos casos y sacando máximo provecho de sus capacidades técnicas.